# Месечев отац (мађарска митологија)
Месечев отац (мађ. Hold Atya старотуркијски:𐰖:𐱃𐰀) је према старомађарском веровању бог Месеца. Месечев отац или Ај Ата (Ay Ata) је такође један од митолошких ентитета у туркијској митологији и тенгризму. Ај Ата буквално значи „Месечев отац”.

## Опис
Према митологији, он је бог месеца, и живи на шестом спрату неба са Кун Аном, богињом сунца, са којом је у пару. Док је Кун Ана симбол топлине и врућине, Ај Ата или Ај Деде је симбол хладноће.
У Турској је добро познат у модерно доба, Ај Деде је популаран међу децом због прича које се причају о њему. Митологија је чешћа међу сибирским Туркијцима, као што су Алтајци и Јакути, који још увек имају становништво које активно практикује тенгризам.
Значајно је да се у епу о Огуз Кана Ај Танри такође помиње као отац Огуз Кана, иако је тај део помало нејасан. Такође је значајно да се други син Огуз Кана звао Ајхан (Ај Кан, „месечев кан“).

## Ајсар
Туркијски народ је од давнина веровао да људи имају тајне лунарне моћи (Аисар или Ајсар). Женска трудноћа траје око девет лунарних месеци, а жене се често порођају током пуног месеца.
Три фазе месеца су такође биле симболичне. Веровало се да је на „Ај Нази“ (млади месец) Месец симболизовао растуће мало дете, које је чисто и скромно. На "Ај Толи" (пун месец), Месец је персонификовао зрелу добродушну мајку или оца. У "Ај Картију" (стари месец) остарели месец је постао мудар. Али истовремено и свађалачки и злонамерни. Пре своје смрти, месец је владао потпуно мрачном ноћи. У овим ноћима сусреле су се силе живота и смрти. Након састанка су се раздвојили, да би се поново срели након одређеног периода. Када је стари месец умро, рођен је нови, и тако редом, до бесконачности.
Туркијски народ је веровао магичном утицају Месеца. Он је био њихов једини „ноћни фењер”. Прославе злонамерних духова дешавале су се углавном ноћу. Ритуали и трансови вештица и демона су увек били темпирани према фазама Месеца. У туркијској култури очекивало се да ће се болести погоршати ноћу и узроковати више смртних случајева. Да би угодили Богу Месеца, они који су рођени током пуног месеца добијали су имена као на пример: Ајсилу (Ајсулу), Ајтули (Ајтулу), Ајнир (Ајнур), Ајзирек (Ајзерек) и Ајназ (Ајназ).
Међу Јакутима, Ај Тангара (Бог Месеца) се види као творац и хода око Дрвета живота у облику орла.

## Име на разним језицима
- Тувински: Ай Ата
- Узбечки: Oy Ota
- Татарски: Ай  Әти / Ата or Ay Ata
- Казачки: Ай Ата
- Чуваш: Уйăх Атте или Уйӑх Ашшĕ
- Башкир: Ай Атай
- Јакутски: Ый Аҕа
- Туркменски: Aý Ata
- Ујгурски: ئاي ئاتا
- Османски: آى آتا
- Киргиски: Ай Ата
- Алтајски: Ай Ада
- Хакаш: Ай Аба or Ай Ада
- Балкарски: Ай Ата